# Forestdale (Alabama)
Forestdale est un census-designated place situé dans l’État américain de l'Alabama, dans le comté de Jefferson.

## Démographie
| 1970  | 1980   | 1990   | 2000   | 2010   | - |
| ----- | ------ | ------ | ------ | ------ | - |
| 6 091 | 10 814 | 10 395 | 10 509 | 10 162 | - |